# Geoff MacLellan
Geoffrey Curtis MacLellan, né le 18 décembre 1978, est un homme politique (néo-écossais) canadien. Il est élu député à l'Assemblée législative de la Nouvelle-Écosse dans la circonscription de Glace Bay lors de l'élection partielle du 22 juin 2010. Il est réélu en 2013 et en 2017. Il est leader parlementaire du gouvernement.
Le 22 octobre 2013, il devient ministre des Transports et du Renouvellement de l'infrastructure ainsi que ministre responsable de l'Agence des étangs bitumineux de Sydney et de la Loi sur la Sydney Steel Corporation. 
De 2017 à 2021, il est ministre de l'Entreprise, de l'Énergie, de Service Nouvelle-Écosse et du Commerce,.